# Coprolalie
La coprolalie (du grec ancien κόπρος, « excréments » et λαλέω, « parler ») est un tic de langage qui consiste à dire de façon involontaire des mots grossiers ou vulgaires ; elle constitue l'un des symptômes de la maladie de Gilles de La Tourette.
Même si le préfixe copro- dénote les excréments, il indique ici une grossièreté plus générale.
La coprolalie à elle seule ne suffit pas pour établir un pronostic pour la maladie de Gilles de la Tourette, la timidité maladive peut elle aussi, par réaction inverse, entraîner la coprolalie chez des personnes souffrant d'agoraphobie.
La médicalisation de ce phénomène renvoie à une règle héritée de la convenance, c’est-à-dire le rapport de conformité entre la parole du locuteur et sa condition sociale.

### Article universitaire
- François Perea, 2010, « Note sur les symptômes vocaux et verbaux corporels. De la rupture pathologique aux comportements ordinaires », dans L’Information psychiatrique, vol. 86, no 5 - mai 2010. Disponible en ligne
- Camille Jaccard, "Coprolalie", dans Hervé Guillemain (dir.), DicoPolHiS, Le Mans Université, 2020.